# Distoleon masi
Distoleon masi är en insektsart som först beskrevs av Luisa Eugenia Navas 1918.  Distoleon masi ingår i släktet Distoleon och familjen myrlejonsländor. Inga underarter finns listade i Catalogue of Life.